# Tingwon-groep
De Tingwon-groep is een eilandengroep in de Bismarckzee behorende bij Papoea-Nieuw-Guinea. 
Het enige zoogdier dat er voorkomt is de vleermuis Pteropus mariannus.